# Elasticidade (economia)
Elasticidade é o tamanho do impacto que a alteração em uma variável (ex.: preço) exerce sobre outra variável (ex.: demanda).
"Em sentido genérico, é a alteração percentual de uma variável, dada a alteração percentual em outra, ceteris paribus. Assim, elasticidade é sinônimo de sensibilidade, resposta, reação de uma variável, em face de mudanças em outras variáveis".
Uma variável "elástica" responde bastante a pequenas mudanças de outras variáveis. Do mesmo modo, uma variável "inelástica" não responde a mudanças em outras variáveis.

## Elasticidade da Demanda
A fim de medir o quanto os consumidores reagem a mudanças de variáveis (ex.: aumento ou redução dos preços, da renda e de bens complementares) os economistas utilizam o conceito de elasticidade.

### A elasticidade-preço da demanda e seus determinantes[2]
A lei da demanda afirma que uma queda no preço de um bem aumenta a quantidade demandada desse bem. A elasticidade-preço da demanda é uma medida do quanto a quantidade demanda de um bem reage a uma mudança no preço do bem em questão.
A demanda de um bem é chamada de:
- Elástica: A quantidade demandada responde substancialmente a mudanças de preço;
- Inelástica: A quantidade demandada responde pouco a mudanças no preço.

A elasticidade-preço da demanda mede o quanto os consumidores estão dispostos de deixar de consumir um bem conforme seu preço aumenta. A curva traçada, portanto, reflete aspectos econômicos, sociais e psicológicos. Desta forma não é simples a determinação da curva. Todavia é possível apresentar algumas regras básicas sobre o que influência a elasticidade-preço da demanda.
- Disponibilidade de bens próximos:
- Bens necessários versus bens supérfluos:
- Definição de mercado:
- Horizonte de tempo:

### Cálculo da elasticidade-preço da demanda[2]
A elasticidade-preço da demanda é calculada por meio da variação percentual da quantidade demandada dividida pela variação percentual do preço:
{\displaystyle EPD={\frac {\Delta Q}{\Delta P}}}
- EPD = elasticidade-preço
- {\displaystyle \Delta Q} = Variação da quantidade demandada
- {\displaystyle \Delta P} = Variação do preço

##### Exemplo
Suponhamos que o aumento do preço da pipoca de microondas em 15% cause uma queda de 30% na demanda. A elasticidade da demanda pode ser calculada:
{\displaystyle EPD={\frac {30\%}{15\%}}=2}
EPD igual a dois significa que a variação da quantidade demandada é duas vezes maior que a variação do preço.

#### Método do ponto médio
Economistas perceberam que a elasticidade-preço da demanda entre os pontos A e B de uma curva de demanda é diferente da elasticidade-preço demanda entre os pontos B e A.

##### Exemplo
|            | Ponto A | Ponto B |
| ---------- | ------- | ------- |
| Preço      | R$ 4,00 | R$ 6,00 |
| Quantidade | 100     | 60      |

Calculando a Elasticidade-preço de A para B:
Preço sobre 50%
Quantidade cai em 40%
{\displaystyle EPD_{AB}={\frac {40\%}{50\%}}=0,8}
Calculando a Elasticidade-Preço de B para A:
Preço cai 33,3%
Quantidade aumentai em 66,6%
{\displaystyle EPD_{BA}={\frac {66,6\%}{33,3\%}}=2}

As variações acima surgem da diferença das bases por meio das quais as porcentagens são calculadas. Com o objetivo de resolver esse problema foi desenvolvido o método do ponto médio.
Baseia-se em dividir a variação  de um valor pelo ponto médio dos níveis iniciais e finais.
Retomando o exemplo acima:
|            | Ponto A | Ponto B | Ponto médio |
| ---------- | ------- | ------- | ----------- |
| Preço      | R$ 4,00 | R$ 6,00 | R$ 5,00     |
| Quantidade | 100     | 60      | 80          |

Variação de preço A para B:
{\displaystyle \Delta P={\frac {6-4}{5}}*100=40\%}
{\displaystyle \Delta Q={\frac {100-60}{8}}0*100=50\%}
{\displaystyle EPD_{AB}=EPD_{BA}={\frac {50\%}{40\%}}=1,25}

Desta forma para a utilização do método do ponto médio usa-se a seguinte formula:
{\displaystyle EPD={\frac {(Q1-Q2)/[(P2+P1)/2]}{(P1-P2)/[(P2+P1)/2]}}}

## Definição matemática
{\displaystyle \varepsilon _{x,y}={\frac {{\text{var. percentual em }}x}{{\text{var. percentual em }}y}}={\frac {\frac {x_{1}-x_{0}}{x_{0}}}{\frac {y_{1}-y_{0}}{y_{0}}}}={\frac {\frac {\Delta x}{x_{0}}}{\frac {\Delta y}{y_{0}}}}={\frac {\Delta x}{\Delta y}}\cdot {\frac {y_{0}}{x_{0}}}}
, onde:
- {\displaystyle 0} indica o momento inicial;
- {\displaystyle 1} indica o momento final;

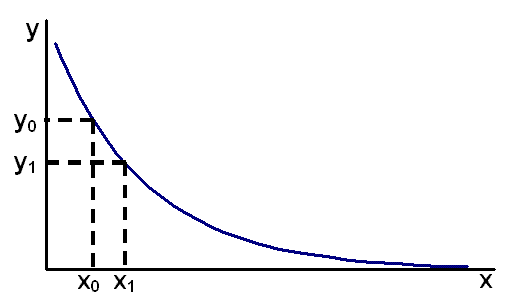

- {\displaystyle \Delta } indica a diferença da variável entre os momentos final e inicial.

A fórmula acima parte do pressuposto de que queremos medir a elasticidade de um intervalo {\displaystyle \Delta x\!} e {\displaystyle \Delta y\!}. Porém, também é possível medi-la em um intervalo infinitamente pequeno. Essa elasticidade medida em um intervalo infinitamente pequeno é a elasticidade de um ponto específico da curva e sua fórmula é:
{\displaystyle \varepsilon _{x,y}={\frac {\partial x}{\partial y}}\cdot {\frac {y}{x}}}
, onde:
- {\displaystyle {\tfrac {\partial x}{\partial y}}} é a derivada de {\displaystyle x\!} em relação a {\displaystyle y\!}. Essa derivada traz consigo os eixos x e y, que por sua vez são interdependetes e harmônicos entre si.

## Exemplos de aplicações

### Microeconomia
- Elasticidade preço da procura: variação da quantidade demandada, dada uma alteração no preço do bem.
- Elasticidade renda da demanda: variação da quantidade demandada, dada uma alteração na renda do consumidor.
- Elasticidade preço da demanda cruzada: variação da quantidade demandada de um bem, dada uma alteração no preço de outro bem.
- Elasticidade-preço da oferta: variação da quantidade ofertada, dada uma alteração no preço do bem.

### Macroeconomia
- Elasticidade das exportações em relação à taxa de câmbio
- Elasticidade da demanda de moeda em relação à taxa de juros